# Caproni Ca.101
Die Caproni Ca.101 war ein italienisches Mehrzweckflugzeug der 1930er-Jahre.

## Entwicklung
Die Caproni Ca.101 war eine vergrößerte Ca.97 und kam 1927 auf den Markt. Anfangs war die Nutzung als ziviles Transportflugzeug vorgesehen. Hiervon wurden auch drei Exemplare gebaut. Diese hatten 200 PS (149 kW) starke Armstrong-Siddeley-Linx-Sternmotoren, die von Alfa Romeo in Lizenz hergestellt worden waren.
Die nächste Weiterentwicklung war die zu einem Bomber. Dafür erhielt das Modell Piaggio-Stella-VII-Sternmotoren mit einer Leistung von 370 PS (276 kW). Diese Maschinen gehörten zur Ausrüstung der Nachtbombereinheiten der Regia Aeronautica.

## Militärischer Einsatz
Die Ca.101 war auf Grund ihres großen Rumpfes für Transportzwecke gut geeignet und wurde als Mehrzweckflugzeug vor allem in den italienischen Kolonien eingesetzt. Ihre ersten Kampfeinsätze begannen nach der italienischen Invasion in Äthiopien am 3. Oktober 1935. Während dieser Kämpfe wurde die Ca.101 in verschiedenen Rollen, darunter als Aufklärer, Bomber, zum Versprühen von Kampfstoffen und zur Evakuierung von Verwundeten eingesetzt.
Einige Maschinen wurden nach Ungarn exportiert und blieben bis mindestens 1941 bei der 3./II Bombazo Osztaly (II. Gruppe des 3. Bomberregiments) im Einsatz.

## Varianten

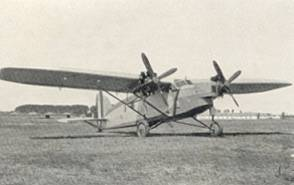
Ca.102 mit Bristol-Jupiter-Motoren

- Ca 102 – drei Bristol-Jupiter-Motoren mit 500 PS (373 kW). Eingesetzt von der 62. Experimentellen Schweren Bombereinheit (Sperimentale Bombardieri Pesanti).
- Ca 102quarter – zwei Motorenpaare, jeweils in Tandemanordnung.

## Militärische Nutzung
Königreich Italien
- Regia Aeronautica

 Ungarn
- Ungarische Luftwaffe

## Technische Daten

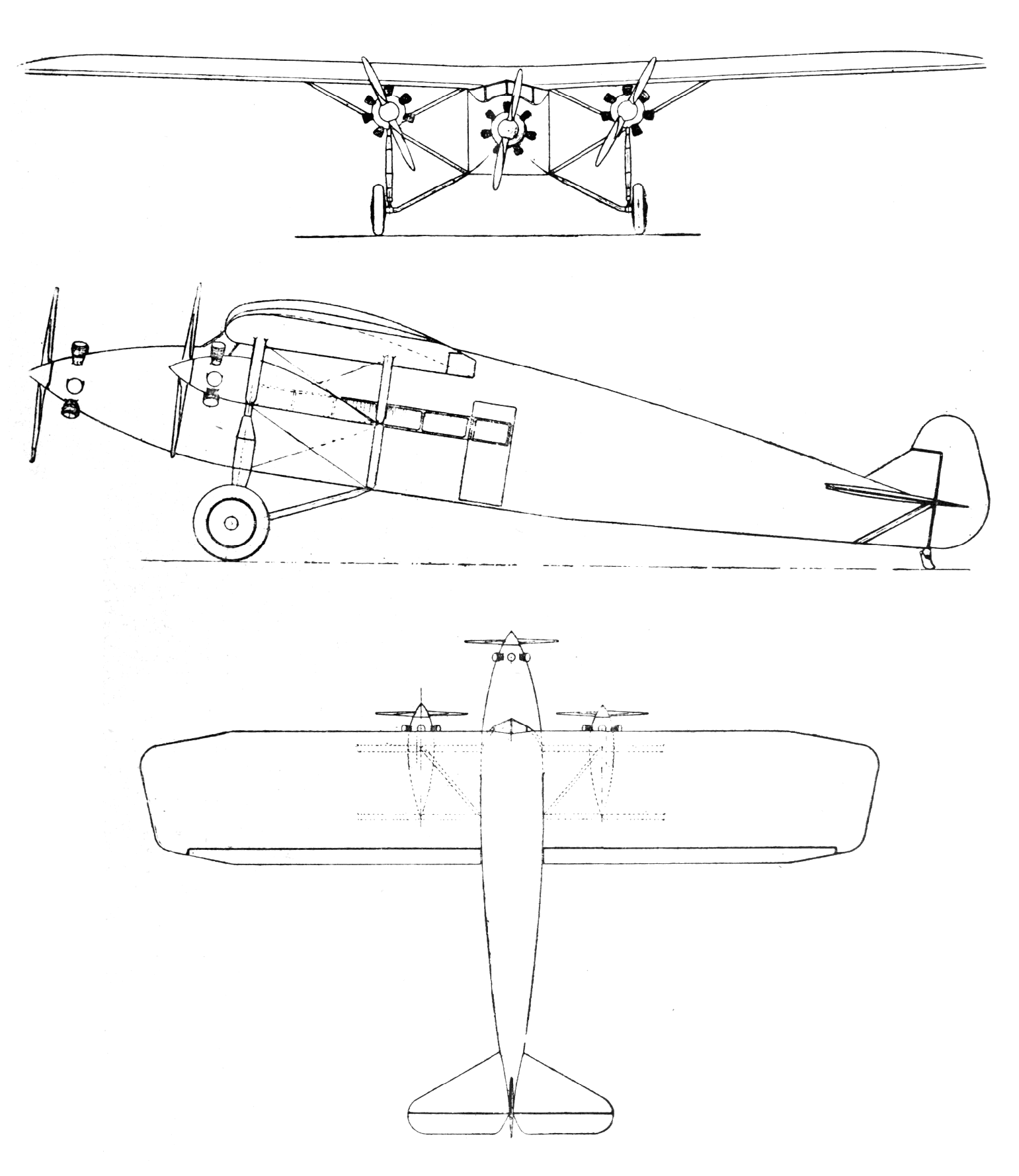
Dreiseitenansicht Ca.101

| Kenngröße             | Daten                                                                                   |
| --------------------- | --------------------------------------------------------------------------------------- |
| Besatzung             | 3                                                                                       |
| Passagiere            | 8 Soldaten oder 4 liegende Verwundete                                                   |
| Länge                 | 13,5 m                                                                                  |
| Spannweite            | 18,8 m                                                                                  |
| Höhe                  | 3,6 m                                                                                   |
| Flügelfläche          | 52 m²                                                                                   |
| Flügelstreckung       | 6,8                                                                                     |
| Leermasse             | 2450 kg                                                                                 |
| max. Startmasse       | 3950 kg                                                                                 |
| Reisegeschwindigkeit  |                                                                                         |
| Höchstgeschwindigkeit | 210 km/h                                                                                |
| Dienstgipfelhöhe      | 5000 m                                                                                  |
| Reichweite            | 1000 km                                                                                 |
| Triebwerke            | 3 × bei Alfa Romeo in Lizenz gebaute Armstrong Siddeley Lynx mit je 149 kW (ca. 200 PS) |
| Bewaffnung            | 2 × 7,7-mm-Maschinengewehre zur Verteidigung 250 × 2-kg- oder 40 × 12-kg-Bomben         |

## Vergleichbare Typen
- Deutsches Reich: Junkers Ju 52
- Vereinigte Staaten: Ford AT-5 Trimotor